# Paspalum vaginatum
Paspalum vaginatum là một loài thực vật có hoa trong họ Hòa thảo. Loài này được Sw. mô tả khoa học đầu tiên năm 1788.

## Hình ảnh

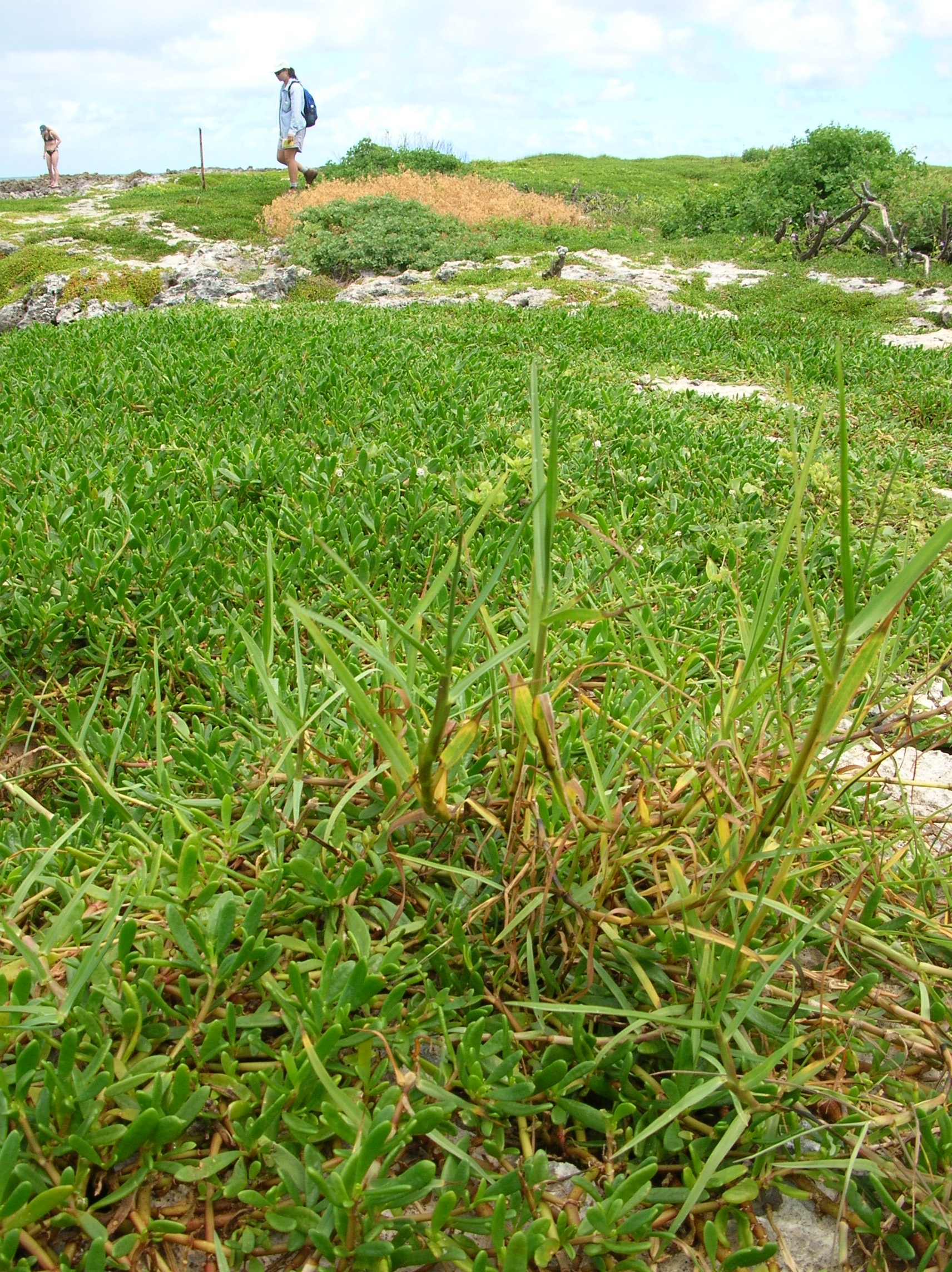
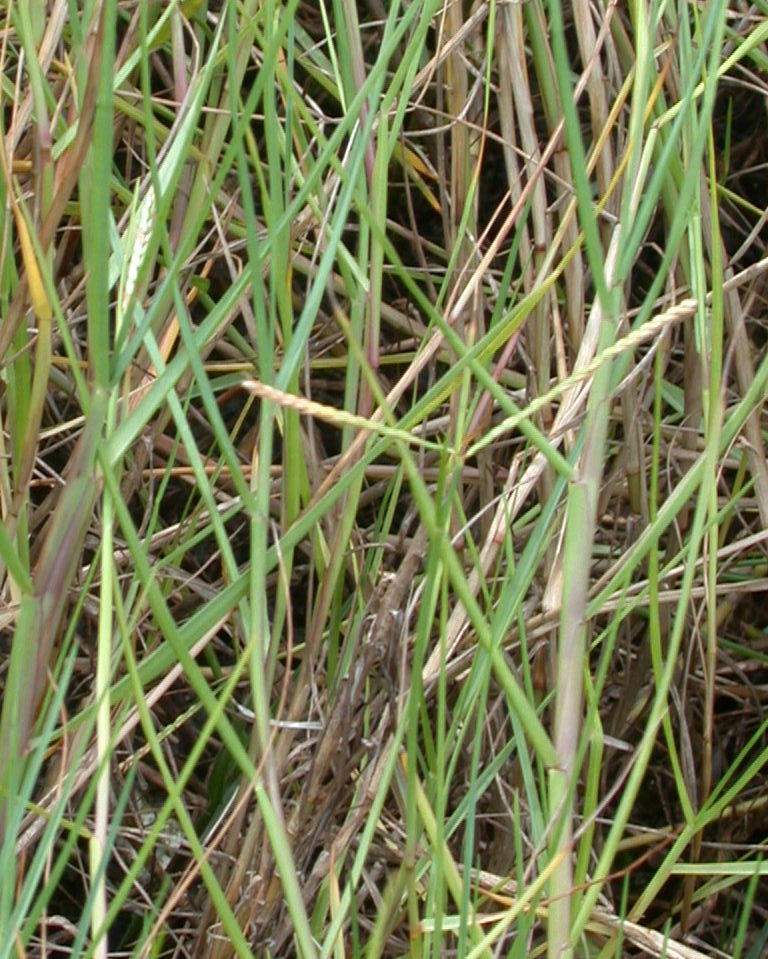
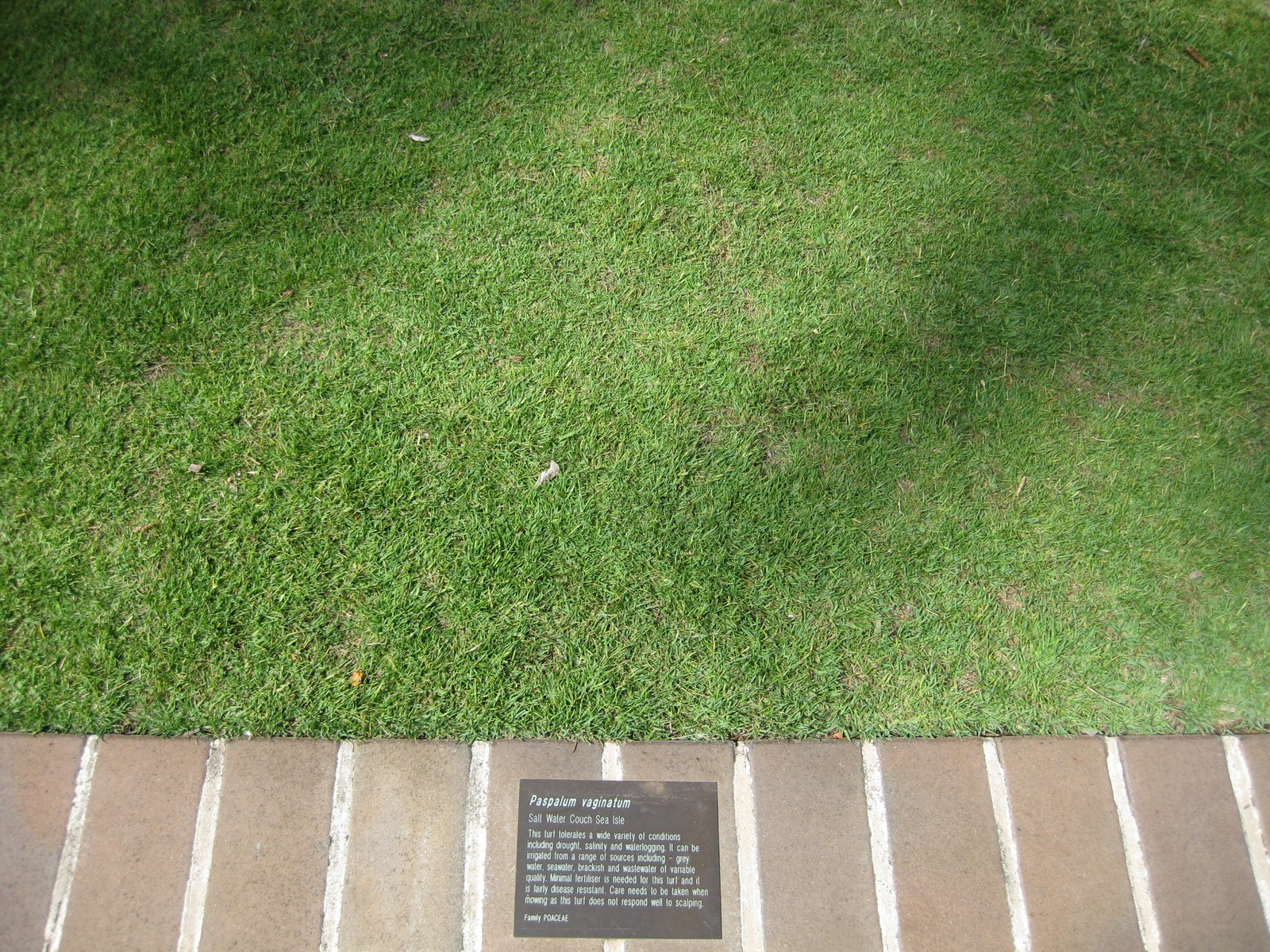
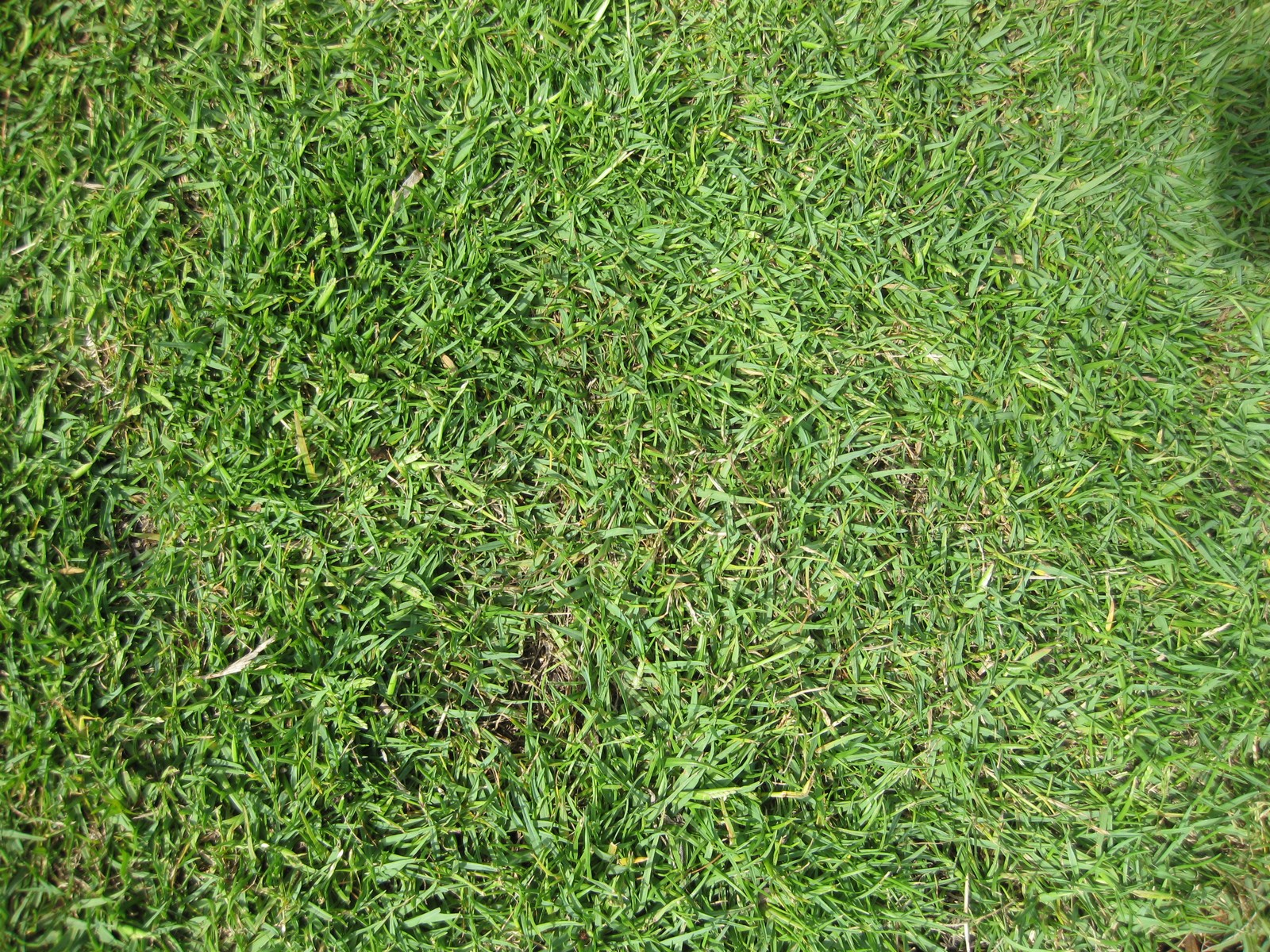